# بارژم
بارژم (به فرانسوی: Bargème) یک کمون (فرانسه) در فرانسه است که در canton of Comps-sur-Artuby واقع شده‌است. بارژم ۲۷٫۹۵ کیلومتر مربع مساحت دارد.